# Один король — одна Франция
Один король — одна Франция (фр. Un peuple et son roi) — французско-бельгийский исторический фильм-драма 2018 года, поставленный режиссером Пьером Шоллером с Гаспаром Ульелем, Адель Энель и Луи Гаррелем в главных ролях. Мировая премьера ленты состоялась 7 сентября 2018 года в рамках внеконкурсной программы 75-го Венецианского кинофестиваля. В 2019 году фильм был номинирован в 2-х категориях на получение французской национальной кинопремии «Сезар».

## Сюжет
Париж, 1789 год. Бастилия взята штурмом и дух свободы бродит по улицам французской столицы. Франсуаза, молодая прачка, и Базиль, «без рода и племени», находятся в состоянии опьянения от любви и революции. 
Фильм, который показывает как жизнь и чаяния низов (прачка, стеклодув и освобожденный из тюрьмы мелкий вор), так и действия короля и политиков революционного времени, заканчивается казнью Людовика XVI в январе 1793 года.

## В ролях
| Актёр          | Роль                         |
| -------------- | ---------------------------- |
| Гаспар Ульель  | Базиль                       |
| Луи Гаррель    | Робеспьер                    |
| Адель Энель    | Франсуаза                    |
| Лоран Лафитт   | Людовик XVI                  |
| Селин Саллетт  | Рейне Ауду                   |
| Дени Лаван     | Марат                        |
| Нильс Шнайдер  | Луи Антуан де Сен-Жюст       |
| Изиа Ижлен     | Марго                        |
| Оливье Гурме   | «Дядя»                       |
| Ноэми Львовски | жена «Дяди»                  |
| Анджей Хыра    | Клаудиуш Францишек Лазовский |